# V2 Records
La V2 Records è un'etichetta discografica posseduta dalla Universal Music Group dall'ottobre del 2007. L'etichetta fu fondata da Richard Branson nel 1996, cinque anni dopo aver venduto la Virgin Records alla EMI.